# 塔夫罗沃农村居民点
塔夫罗沃农村居民点（俄语：Тавровское сельское поселение）是俄罗斯联邦别尔哥罗德州别尔哥罗德区所属的一个农村居民点。其下辖有2个居民点，行政中心为塔夫罗沃。据2016年统计，该农村居民点的人口为4710人。

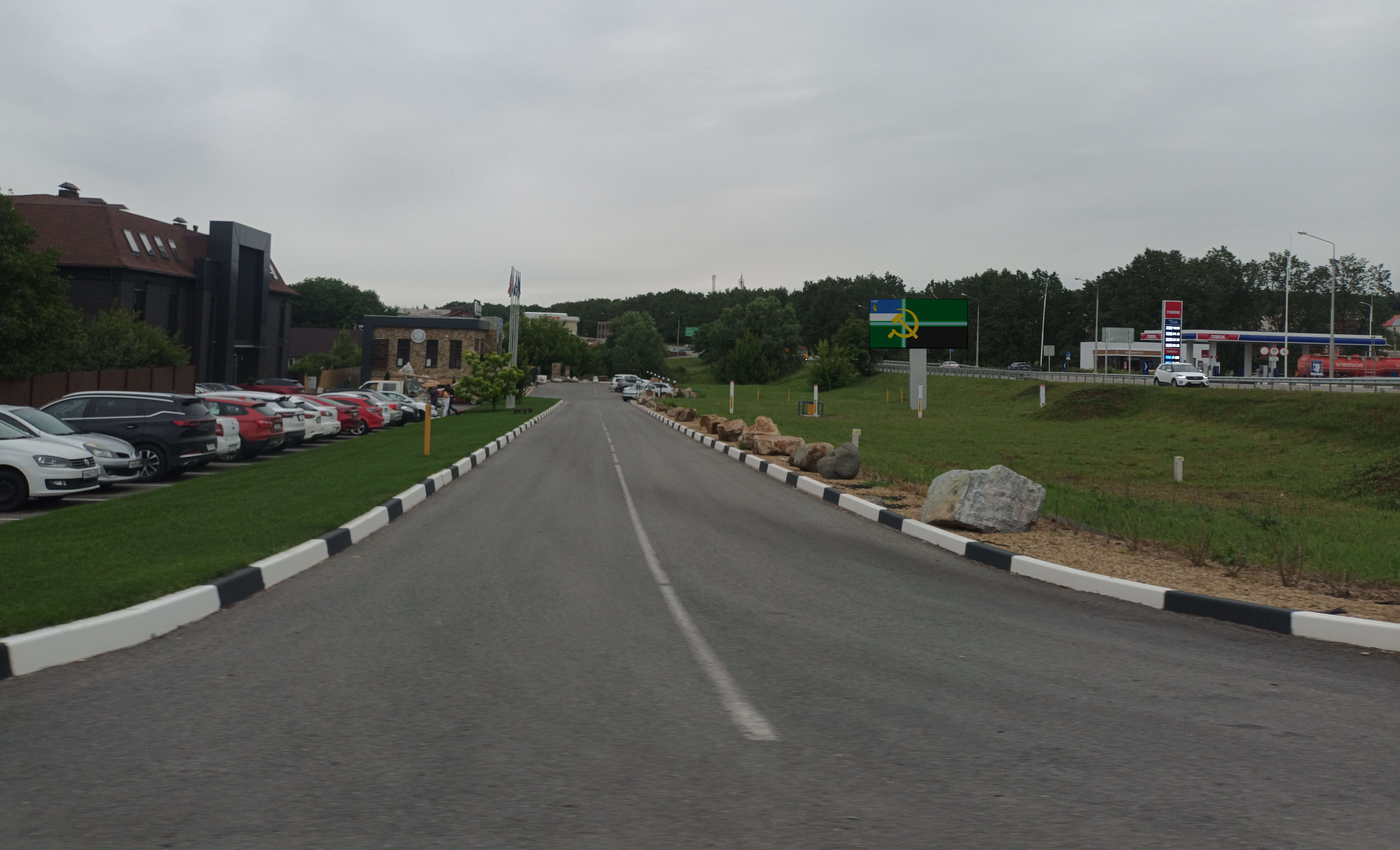
照片